# رابین هود (فیلم ۲۰۱۸)
رابین هود (انگلیسی: Robin Hood) یک فیلم آمریکایی اکشن ماجراجویی به کارگردانی اتو بترست است. نویسندگان این فیلم بن چندلر و دیوید جیمز کلی هستند که داستان را بر پایه افسانه رابین هود نوشته‌اند. در این فیلم بازیگرانی همچون تارون اگرتون، جیمی فاکس، ایو هیوسن، جیمی درنان، بن مندلسون، تیم مینچین و پاول اندرسن ایفای نقش می‌کنند. رابین هود توسط لاینزگیت در تاریخ ۲۱ سپتامبر ۲۰۱۸، در ایالات متحده به نمایش درآمد. این سینمایی داستان لرد جوانی است که در جنگ‌های صلیبی کشته فرض می‌شود اما زنده مانده و هنگامی که از جنگ باز می‌گردد، خیانت همسرش و ظلم داروغه به مردم را می‌بیند. او به همراه مرد سیاهپوست مسلمان علیه ظلم داروغه میجنگد. در این فیلم به صراحت ظلم فئودال‌های کشیش‌ها، نسبت به مردم در دریافت مالیات زیاد به تصویر کشیده می‌شود.

## بازیگران
- تارون اگرتون در نقش رابین لاکسلی
- جیمی فاکس در نقش یحیی/جان
- بن مندلسون در نقش کلانتر ناتینگهام
- ایو هیوسن در نقش ماریان
- پاول اندرسن در نقش گای گیزبورن
- تیم مینچین در نقش تاک
- اف. موری آبراهام در نقش کاردینال
- جیمی درنان در نقش ویل اسکارلت
- جاشوا هردمن در نقش رایتس
- بیورن بنگتسون[۱] در نقش تایدن